# Fernando Lobo Leite Pereira
Fernando Lobo Leite Pereira (Campanha, 8 de junho de 1851 — Rio de Janeiro, 20 de fevereiro de 1918) foi um escritor, jornalista e político brasileiro. Exerceu os cargos de senador da República por Minas Gerais, Ministro das Relações Exteriores e da Justiça no governo de Floriano Peixoto. Na eleição de 1898, foi candidato a vice-presidente da República, mas ficou em um distante segundo lugar.
Lobo era irmão de Américo Lobo Leite Pereira, ministro do Supremo Tribunal Federal, bem como pai do diplomata e escritor Hélio Lobo. Além dos cargos ocupados, Lobo atuou como advogado, escritor e jornalista.

## Família e educação
Lobo era filho do comendador e professor Joaquim Lobo Leite Pereira e de Ana Leopoldina Lopes de Araújo. Um de seus irmãos, Américo, exerceu cargos políticos antes de integrar o Supremo Tribunal Federal, de 1894 a 1903. Era casado com Maria Barroso Lobo Leite Pereira. Seu filho Hélio atuou como diplomata e embaixador, bem como membro da Academia Brasileira de Letras.
Lobo estudou no Colégio São Bento, no Rio de Janeiro, e em seguida matriculou-se na Faculdade de Direito de São Paulo, de onde bacharelou-se em Ciências Jurídicas e Sociais em 1876.

## Carreira

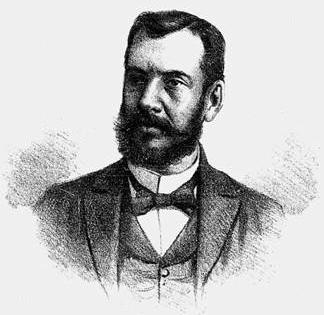
Dr. Fernando Lobo Leite Pereira, Ministro do Exterior em 1891 (Revista Illustrada, 1891).

Durante a faculdade, Lobo realizou ativismo pela instauração da República. Já formado, retornou à Minas Gerais e exerceu advocacia em Leopoldina; eventualmente se mudou para Juiz de Fora. Em 1890, foi designado vice-presidente da Província de Minas Gerais pelo recém instalado governo republicano. Foi um dos fundadores do Banco Popular de Minas Gerais, bem como seu primeiro presidente, em 1891.
Em 1891, Lobo foi nomeado pelo presidente Floriano Peixoto como Ministro das Relações Exteriores. Permaneceu nesta função até o ano seguinte, quando Peixoto o designou como Ministro da Justiça.
De 1893 a 1895, Lobo foi vice-presidente do Banco do Brasil. Em 1895, exerceu brevemente o cargo de presidente do banco, em caráter interino. Após recusar um convite para ser nomeado a uma vaga no Supremo Tribunal Federal, foi nomeado senador da República em 1896, no lugar de Joaquim Felício dos Santos.
Na eleição de 1898, Lobo foi o candidato a vice-presidente na chapa liderada por Lauro Sodré. Com o apoio do Partido Republicano Federal, Lobo recebeu 40.629 votos, ante 412.074 votos de Francisco de Assis Rosa e Silva. Logo depois, renunciou ao seu assento no Senado e passou a dedicar-se exclusivamente ao exercício da advocacia em Juiz de Fora.
Em 1908, Lobo foi eleito presidente do Banco de Crédito Real de Minas Gerais Em 1914, tornou-se diretor da Carteira Comercial do Banco do Brasil.